# Hermopolská kosmologie
Hermopolská kosmologie (též Hermopolská kosmogonie, Hermopolská teologie a podobně) je novodobé označení užívané v egyptologii a religionistice pro soubor staroegyptských mýtů vytvořených a rozvíjených ve významném náboženském středisku Chemenu (řecky Hermopolis). Zahrnuje několik obdobných variant vyprávění o vzniku světa a bohů. Za nejrozvinutější součást tohoto mytologického okruhu je pokládán koncept Osmera bohů.
Za boha – Stvořitele zde byl zpravidla pokládán Thovt, který v podobě ibise jako kosmický pták snesl na náhle se objevivším pahorku benben vejce, z nějž se posléze vylíhl svět. Podle jiné varianty se první blíže neurčený bůh (později ztotožňovaný s některým ze slunečních bohů) zrodil z lotosu, který rozkvetl nad hladinou praoceánu.